# Истомин, Андрей Иванович
Андре́й Ива́нович Исто́мин (9 [21] ноября 1807, Ревель — 30 августа [11 сентября] 1842, Скагеррак, Норвегия) — капитан-лейтенант русского флота, брат героя Севастопольской обороны контр-адмирала В. И. Истомина, адмирала К. И. Истомина и вице-адмирала П. И. Истомина.

## Биография
Родился 9 (21) ноября 1807 г. в Ревеле в семье секретаря Эстляндской казённой палаты, коллежского секретаря Ивана Андреевича Истомина.
13(25) декабря 1819 г. зачислен кадетом в Морской кадетский корпус. 1(12) мая 1821 г. произведён в гардемарины. 21 апреля (3 мая) 1824 г. произведён в мичманы. В 1824—1825 гг. служил на брандвахтенном фрегате «Помона» и галете «Олень».
В 1826 г. совершил переход на корабле «Азов» из Архангельска в Кронштадт. В следующем, 1827 г., на корабле «Иезекииль» совершил переход в Портсмут и, далее, в Средиземное море. Принимал участие в Наваринском сражении вместе с братьями — Константином и Владимиром. За отличие, 21 декабря 1827 г. (2 января 1828 г.), был награждён орд. Св. Анны 3-й ст. с бантом.
В 1828—1830 гг. крейсировал в Архипелаге на корабле «Иезекииль». 26 февраля 1830 г. произведен в лейтенанты.

В 1832—1834 гг. на том же корабле крейсировал в Балтийском море. В 1835 г. на корабле «Император Александр» ходил с десантными войсками к Данцигу. В 1836—1840 гг. на корабле «Иезекииль» крейсировал в Финском заливе.
14(26) апреля 1840 г. произведен в капитан-лейтенанты. В 1842 г. на корабле «Ингерманланд» вышел из Архангельска в Кронштадт. 30 августа (11 сентября) 1842 г. корабль погиб при крушении во время шторма в проливе Скагеррак у берегов Норвегии. По свидетельствам очевидцев, причиной крушения стали ошибки счисления в штормовых условиях. Капитан-лейтенант Истомин заметил огонь по курсу корабля, о чём им было доложено командиру (кап. I ранга П. М. Трескину), однако, тот не придал должного внимания сообщению, приняв огонь маяка Окс-Э (Oksø) у входа в залив Христианзанд (совр. Кристиансанд) за ходовой огонь голландского корабля. Среди 329 погибших числится и старший офицер Андрей Истомин.